# Vida (album)
Pour les articles homonymes, voir Vida.
Albums de Draco Rosa
La Pena negra Monte sagrado
Vida est un album studio de duos du chanteur portoricain de pop latino Draco Rosa, sorti le 18 mars 2013. L'album remporte le Latin Grammy Award du meilleur album de l'année et prix du meilleur album pop latino lors de la 56e cérémonie annuelle des Grammy Awards.

## Développement
Il comporte 16 nouvelles versions de tubes de Draco Rosa qu'il a réenregistrées en duo avec des guest-stars (featurings) qu'il a lui-même choisis en fonction des morceaux. Il l'a appelé Vida (la vie) après avoir subi des soins contre son cancer et en être sorti guéri et content d'être en vie.
Alejandro Sanz annonce sur Twitter en décembre 2011 qu'il participerait à ce projet. Le 16 octobre 2012, la production annonce que l'album est repoussé en 2013 car Draco doit subir une opération. Vida est enregistré en Espagne, en Angleterre, au Mexique, en Argentine, et aux États-Unis et à Porto Rico.
Le 12 mars 2013, Sony Music Latin publie un communiqué annonçant que Vida sortirait en Espagne le  9 avril. La déclaration comprend également la liste officielle des pistes de l'album.

## Liste des titres
La liste des titres est annoncée en mai 2012 :
- Esto Es Vida (feat. Juan Luis Guerra)
- Noche Fría (feat. Mima)
- Cómo Me Acuerdo (feat. Alejandro Sanz)
- El Tiempo Va (feat. Rubén Blades)
- Obra De Arte (feat. Enrique Bunbury)
- Blanca Mujer (feat. Shakira)
- Más y Más (feat. Ricky Martin)
- Penélope (feat. Maná)
- Vagabundo (feat. Andrés Calamaro)
- Madre Tierra (feat. René Pérez)
- Roto Por Ti (feat. Juanes)
- Paraíso Prometido (feat. Marc Anthony)
- Reza Por Mí (feat. Romeo Santos)
- Cruzando Puertas (feat. José Feliciano)
- Amantes Hasta El Fin (feat. Ednita Nazario)
- Brujería (feat. Tego Calderón)

### Singles
Des singles sont sortis avant l'album pour en faire la promotion :
- Penélope avec Maná : le 17 septembre 2012
- Más y Más avec Ricky Martin : le 6 janvier 2013
- Blanca Mujer avec Shakira : le 4 février 2013
- Reza por Mi avec Romeo Santos : le 18 février 2013

## Concerts
Le 30 mars 2012, Draco fait son retour sur scène après de longs mois d'absence due à son cancer au José Miguel Agrelot Coliseum pour un grand concert nommé Encuentro en souvenir d'un concert du même nom donné à l'occasion de Noël en 2002 où il avait chanté en duo avec Juean Luis Guerra et Ruben Blades (sorti sur le DVD intitulé Banco Popular : Encuentro). À cette occasion, il interprète deux duos qui figureront sur l'album vida en studio : Esto es vida avec Juan Luis Guerra  et El tiempo va avec Rubén Blades.
Aux Premios Lo Nuestro 2013, Draco et Ricky Martin interprètent Más y más, se retrouvant ainsi réunis depuis la séparation du groupe Menudo. En 2013, un grand concert est prévu au José Miguel Agrelot Coliseum.

## Distinctions
| Année | Récompense          | Catégorie                             | Nommé                          | Résultat   |
| ----- | ------------------- | ------------------------------------- | ------------------------------ | ---------- |
| 2013  | Latin Grammy Awards | Chanson de l'année                    | Más y más (feat. Ricky Martin) | Nomination |
| 2013  | Latin Grammy Awards | Album de l'année                      | Vida                           | Lauréat    |
| 2013  | Latin Grammy Awards | Meilleur album pop vocal contemporain | Vida                           | Nomination |
| 2013  | Premios Juventud    | La Combinación Perfecta               | Más y más (feat. Ricky Martin) | Nomination |
| 2013  | Premios Juventud    | Mi Video Favorito                     | Más y más (feat. Ricky Martin) | Nomination |
| 2014  | Grammy Awards       | Meilleur album de pop latino          | Vida                           | Lauréat    |